# Зеленін (Польща)
Зеленін (пол. Zielenin) — село в Польщі, у гміні Косьцежина Косьцерського повіту Поморського воєводства.
Населення — 221 особа (2011).
У 1975-1998 роках село належало до Гданського воєводства.

## Демографія
Демографічна структура станом на 31 березня 2011 року:
|          | Загалом | Допрацездатний вік | Працездатний вік | Постпрацездатний вік |
| -------- | ------- | ------------------ | ---------------- | -------------------- |
| Чоловіки | 117     | 23                 | 83               | 11                   |
| Жінки    | 104     | 32                 | 47               | 25                   |
| Разом    | 221     | 55                 | 130              | 36                   |